# District d'Aihui
Le district d'Aihui (chinois : 爱辉区 ; pinyin : àihuī qū) est une subdivision administrative de la province du Heilongjiang en Chine. Il est placé sous la juridiction de la ville-préfecture de Heihe.
L'ancienne ville d'Aigun, où fut signé le traité d'Aigun entre l'Empire russe et l'Empire chinois mandchou en 1858, est situé dans ce district.